# Лола з Валенсії
«Лола з Валенсії» (фр. Lola de Valence) — картина французького художника Едуара Мане (1832 — 1883).

## Невдоволення суспільством
Невдоволення сучасниками, сучасним обмеженим і дріб'язковим суспільством вщухало, коли Едуард Мане стикався зі світом іспанців, іспанського мистецтва. Разючий контраст іспанської і тогочасної французької музики, палких і пристрасних танців іспанців, іспанських манер, іспанського одягу з одягом заможних паризьких містян, їх смаками і жалюгідними бажаннями призвели до ідеалізації Іспанії. Адже ще в період війни Наполеона 1 -го з Іспанією хтось снайперськи зауважив, що тогочасний іспанський уряд мертвий, а іспанський народ бурхливо живий. Бурхливе життя іспанців і помітив художник в Лолі з Валенсії.

## Лола з Валенсії
Коротенька і товста Лола заробляла на життя танцями. Мане подав її у повний зріст на тлі театральних лаштунків. Навіть умовний одяг Лоли сприймався правдивим і щирим. Мане малював цей одяг старанно, делікатно виписував кожен візерунок шалі, золотої прикраси на руці, червоних китиць на чорній спідниці. Це водночас портрет і сценічний образ.
Портрет Лоли разюче відрізнявся від портретів представників стилю академізм, що заповнили виставки в Салоні. Серед численних маркіз, віконтес, княгинь, графинь і баронес коштовним каменем заблищав цей портрет простої жінки в театральному, майже варварському вбранні, такому незвичному для парижан.

## Жіночі портрети стилю академізм 19 століття

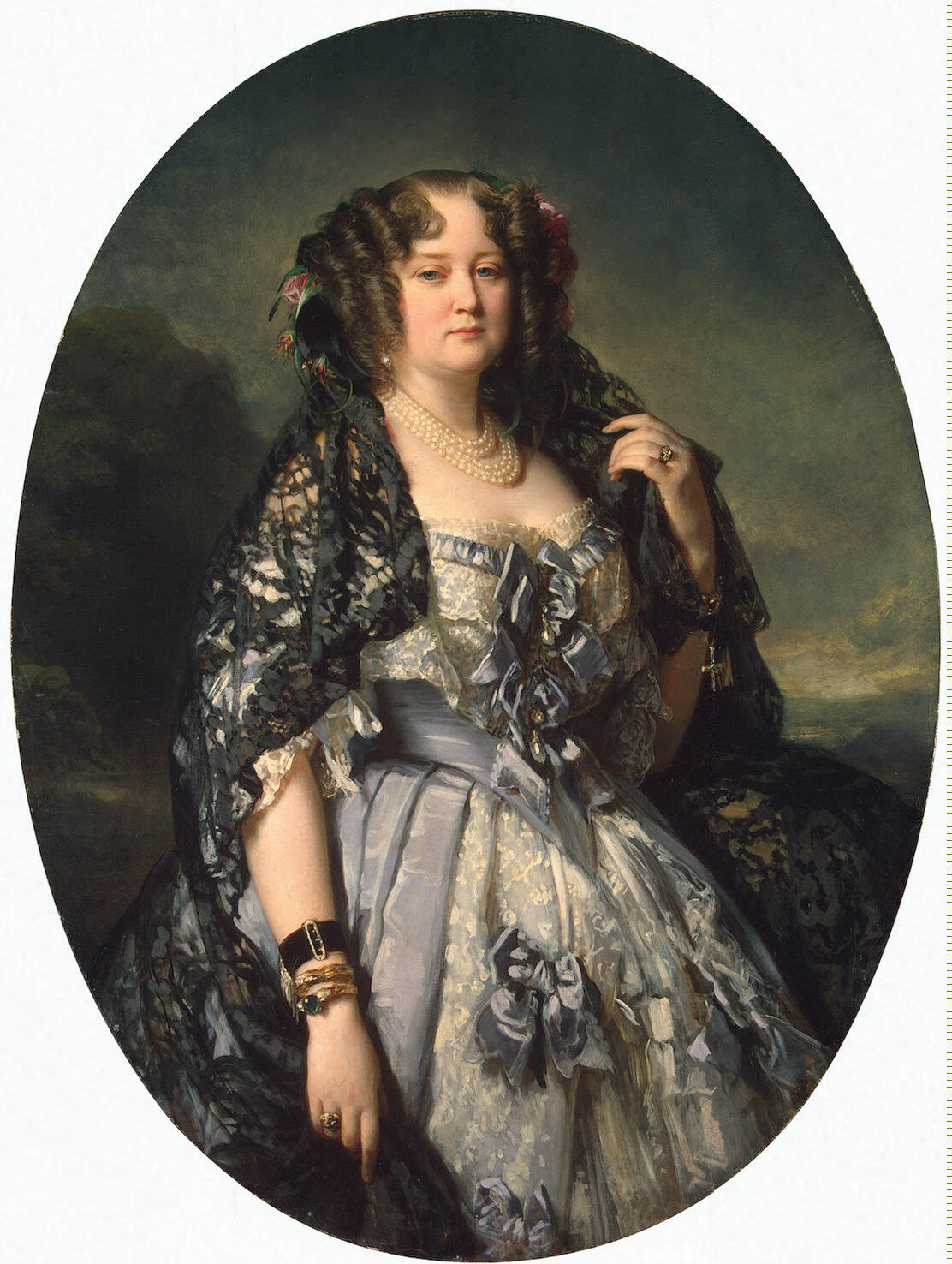
Худ. Вінтерхалтер. Княгиня Софія Радзивілл, 1864 р. Ермітаж.
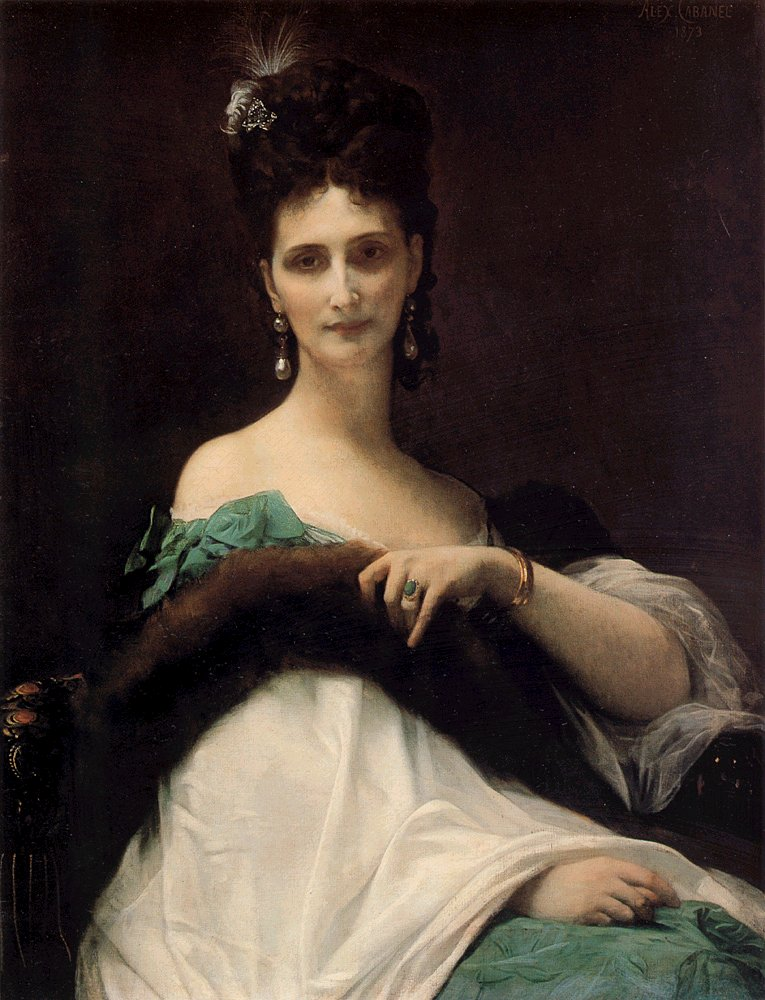
Худ. Олександр Кабанель. Віконтесса де Келлер, 1873 р.
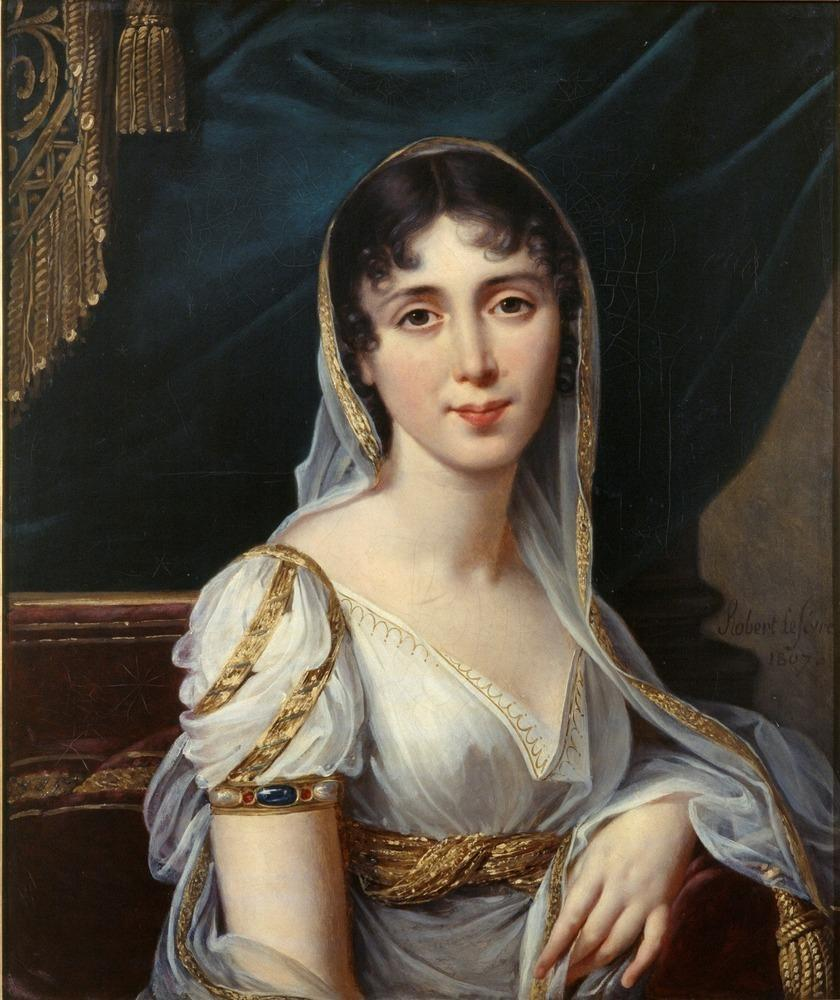
Худ. Робер Лефевр. Портрет Дезіре Кларі.